# Pteromalus almeriensis
Pteromalus almeriensis är en stekelart som beskrevs av Gijswijt 1999. Pteromalus almeriensis ingår i släktet Pteromalus och familjen puppglanssteklar.
Artens utbredningsområde är Spanien. Inga underarter finns listade i Catalogue of Life.